# Heliophorus eventa
Heliophorus eventa är en fjärilsart som beskrevs av Hans Fruhstorfer 1918. Heliophorus eventa ingår i släktet Heliophorus och familjen juvelvingar. Inga underarter finns listade i Catalogue of Life.